# Katastrofa lotu Continental Airlines 1713
Katastrofa lotu Continental Airlines 1713 – wypadek lotniczy, który wydarzył się 15 listopada 1987 roku w porcie lotniczym Stapleton w Denver. Chwilę po starcie samolot Douglas DC-9 linii Continental przechylił się na lewą stronę, zahaczył skrzydłem o pas startowy i rozbił się przewracając do góry podwoziem. Zginęło 28 spośród 82 osób znajdujących się na pokładzie.

## Typ samolotu
Samolotem, który uległ wypadkowi, był McDonnell Douglas DC-9 należący do linii Continental Airlines. Maszyna nosiła numery rejestracyjne N626TX. Tego dnia wykonywał lot z Denver do Boise.

## Przebieg wypadku
O godzinie 12:25 lot 1713 stał przy bramce na lotnisku Stapleton w Denver. Załogą dowodził kapitan Frank B. Zvonek Jr; drugim pilotem był 26-letni Lee Edward Bruecher. Z powodu opadów atmosferycznych wiele lotów tego dnia zostało opóźnionych lub odwołanych. Z tego powodu załodze bardzo się śpieszyło, aby jak najszybciej wystartować. Piloci bez zezwolenia na wypychanie rozpoczęli kołowanie. O 14:14 załoga otrzymała od kontroli ruchu lotniczego zezwolenie na rozpoczęcie startu. Po osiągnięciu prędkości V1 samolot wystartował. Już po kilku sekundach samolot gwałtownie przechylił się na lewe skrzydło i uderzył nim w pas startowy. Po zderzeniu przewrócił się do góry podwoziem, a przez kabinę pasażerską przeszła kula ognia. Maszyna rozpadła się na kilka części i stanęła w płomieniach. Zginęło 25 pasażerów i 3 członków załogi, w tym obaj piloci.

## Śledztwo
Dochodzenie w sprawie katastrofy lotu 1713 przeprowadziła Narodowa Rada Bezpieczeństwa Transportu (NTSB). Po ponad rocznym śledztwie wydała oficjalny raport, w których wymieniono trzy najważniejsze przyczyny:
- niedoświadczenie kapitana Franka Zvonka Jr. na tym typie maszyny (na DC-9 miał wylatane jedynie 166 godzin),
- niewielka ilość lodu znajdująca się na skrzydłach, która utrudniła sterowanie,
- nieporozumienie między załogą a kontrolą lotów,
- zbytnie uniesienie dziobu przy starcie przez drugiego pilota.

## Następstwa
Na podstawie katastrofy lotu Continental 1713 nakręcono 10. odcinek z 18 serii kanadyjskiego serialu „Katastrofa w przestworzach” pt. „Dead of Winter”.